# District de Higashimorokata
Higashimorokata-gun (東諸県郡) est un district (郡, gun) de la préfecture de Miyazaki. Couvrant 225,92 km2, il englobe deux bourgs : Aya et Kunitomi.
Le 1er avril 2008, le district comptait 28 619 habitants pour une densité de 126,68 habitants par km2.

## Histoire
- 1884 : séparation du district de Kitamorokata.